# 卢尔巴鲁斯
卢尔巴鲁斯（法語：Loures-Barousse，法語發音：[luʁ baʁus]）是法国上比利牛斯省的一个市镇，属于巴涅尔德比戈尔区。 

## 地理
卢尔巴鲁斯（43°1'28"N, 0°36'19"E）面积2.16 平方千米，位于法国奧克西塔尼大區上比利牛斯省，该省份为法国西南部内陆省份，北至热尔省，西接大西洋比利牛斯省，南与西班牙接壤，东临上加龙省。
与卢尔巴鲁斯接壤的市镇（或旧市镇、城区）包括：拉布罗凯尔、巴尔巴藏、吕斯康、瓦尔卡布雷尔、伊佐尔、贝尔特朗。

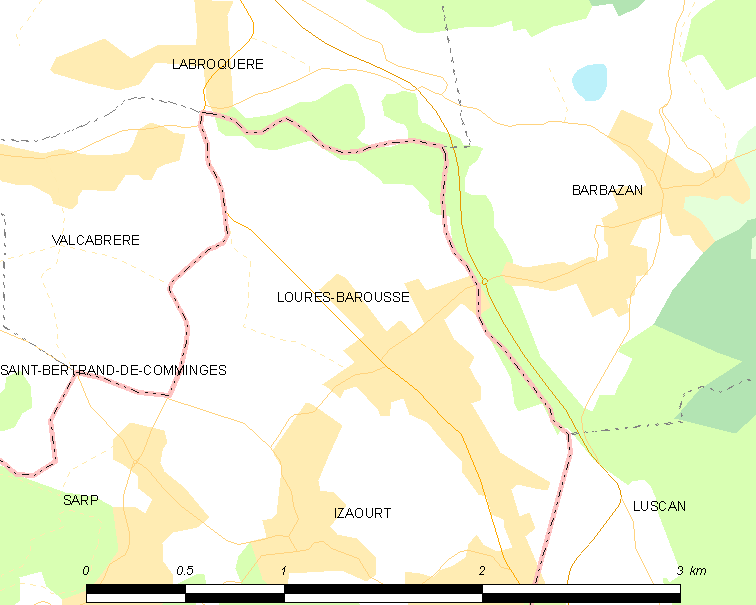
卢尔巴鲁斯的OSM定位图

卢尔巴鲁斯的时区为UTC+01:00、UTC+02:00（夏令时）。

## 行政
卢尔巴鲁斯的邮政编码为65370，INSEE市镇编码为65287。

## 政治
卢尔巴鲁斯所属的省级选区为巴鲁斯谷县。

## 人口

1962-2008年间卢尔巴鲁斯人口变化图示

卢尔巴鲁斯于2022年1月1日时的人口数量为653人。